# 三宅康邦
三宅 康邦（みやけ やすくに）は、三河田原藩の第7代藩主。田原藩三宅家10代。
明和元年（1764年）11月5日、第5代藩主・三宅康之の四男として生まれる。天明5年（1785年）に兄で第6代藩主の康武が死去したため、末期養子として家督を継ぎ、12月18日に従五位下・能登守に叙位・任官する。
江戸城の門番役を歴任した。藩政では天明7年（1787年）1月、藩財政再建のために7ヵ年の倹約令を出している。寛政4年（1792年）2月29日、江戸で死去した。享年29。跡を弟で養子の康友が継いだ。

## 系譜
父母
- 三宅康之（実父）
- 香川氏、思実院 ー 側室（実母）
- 三宅康武（養父）

正室
- 八重、青林院 ー 建部政賢の娘

子女
- 於美恵

養子
- 三宅康友 ー 実弟